# Strasburg (Uckermark)
För andra betydelser, se Strasburg (olika betydelser).
Strasburg  är en amtsfri stad i det nordtyska förbundslandet Mecklenburg-Vorpommern.

## Geografi
Strasburg är beläget i landskapet Uckermark i distriktet Vorpommern-Greifswald.

## Historia

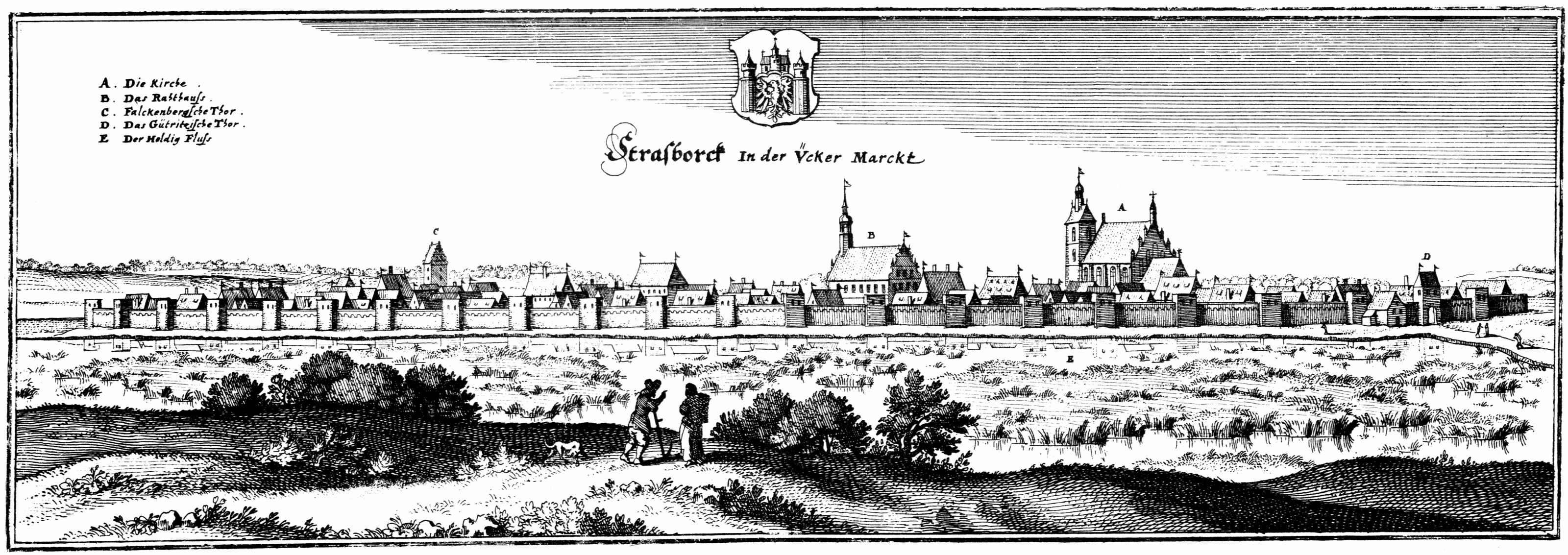
Strasburg (1652)

Staden Strasburg grundades av hertigen Barnim I av Pommern under 1200-talet. 1267 omnämns staden Straceburch för första gången.
1479 tillföll Strasburg Brandenburg vid freden i Prenzlau.

### Östtyska tiden och tyska återföreningen
Under DDR-tiden var Strasburg huvudorten i ett distrikt med samma namn. Distriktet låg inom länet Neubrandenburg (1952–1990). Efter den tyska återföreningen 1990 kom staden till det nybildade förbundslandet Mecklenburg-Vorpommern. 1992 inkorporerades kommunerna Gehren och Neuensund i staden och 1994 ingick Strasburg i det nyskapade distriktet Uecker-Randow.

### Befolkningsutveckling
Befolkningsutveckling  i Strasburg
Källa:,

## Sevärdheter

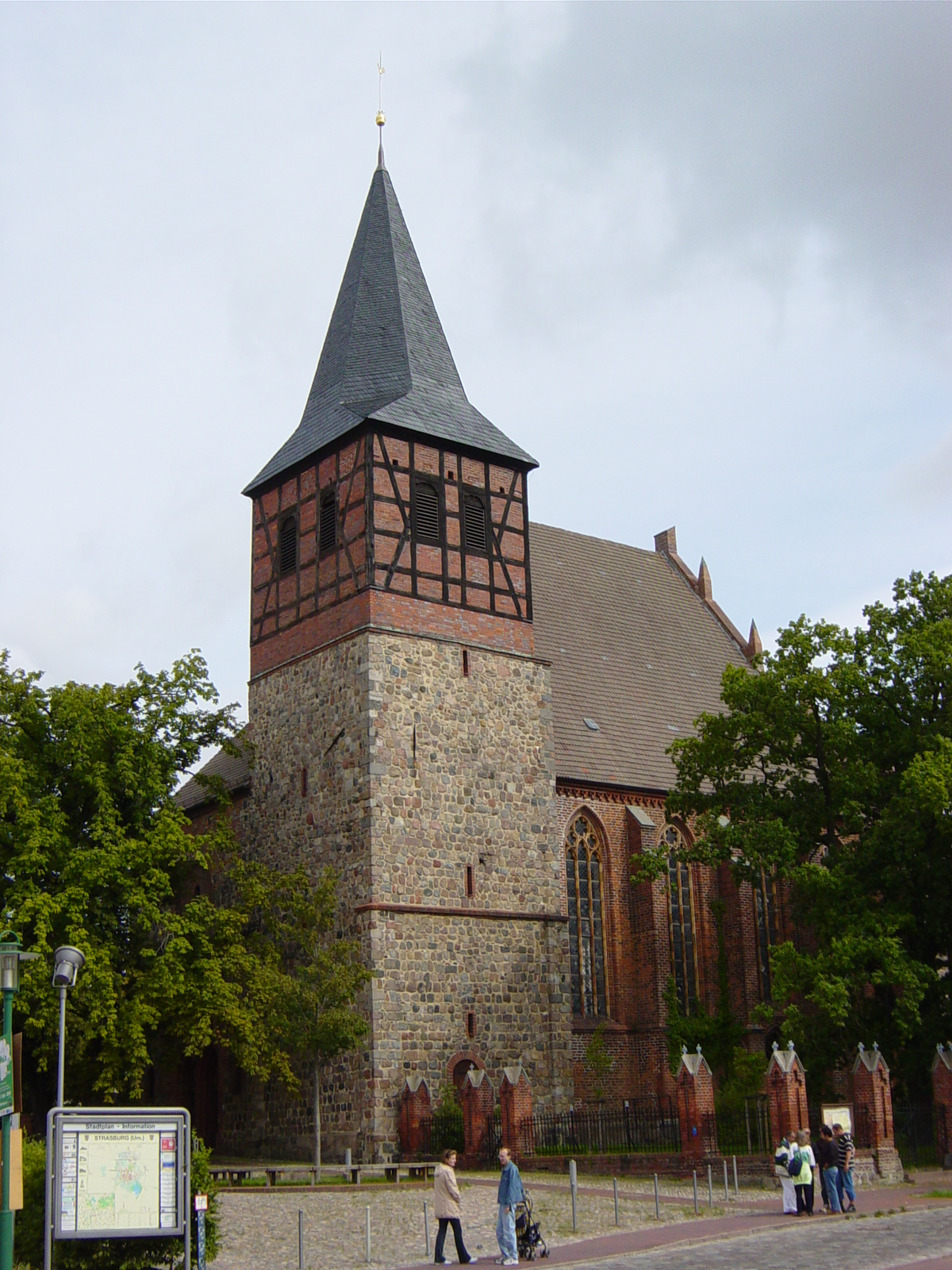
St. Marienkyrkan i Strasburg

- Gotisk kyrka (St. Marien) från 1200-talet
- Rådhus från 1850-talet
- Delar av den medeltida ringmuren

## Vänorter
Strasburg har följande vänorter:
- Strassburg, i Österrike (sedan 1992)
- Brodnica i Polen (sedan 1996)
- Drawsko Pomorskie, i Polen (sedan 2004)

## Kommunikationer
Strasburg ligger vid järnvägen Lübeck/Bützow-Stettin, som drivs med regionaltåg. Norr om staden går motorvägen A 20 och genom staden går förbundsvägen B 104 (tyska: Bundesstraße).